# Осень, Чертаново…
«Осень, Чертаново…» — советский кинофильм 1988 года. По мотивам повести «Ум лисицы» и других произведений Георгия Семёнова.

## Сюжет
Москва, 1984 год. Писатель Фёдор страстно влюблён в молодую красивую женщину Марию, отвечающую ему взаимностью. Между тем, она замужем за физиком, которого, как она сама говорит, тоже любит и не может оставить. Сложный конфликт взаимоотношений главных героев заканчивается трагически. В фильме использованы музыкальные скульптуры Виноградова, эстетика обыденности.
Философские монологи, поиски места в жизни в фильме перекликаются с творчеством философа М. К. Рыклина и его жены поэтессы Анны Альчук, своей гибелью в 2008 году повторившей судьбу главной героини фильма.

## В ролях
- Ингеборга Дапкунайте — Мария Наварзина
- Валентинас Масальскис — Фёдор, писатель, (роль озвучил Сергей Сазонтьев)
- Алвис Херманис — Святослав Наварзин, учёный, муж Марии, (роль озвучил Владимир Антоник)
- Визма Квепа — Ирина, бывшая жена Фёдора
- Ирина Скобцева — мать Ирины
- Алла Демидова — кинорежиссёр
- Герман Виноградов — музыкант
- Янис Клушс — Саша, приятель Марии, (роль озвучил Рогволд Суховерко)
- Алексей Тегин — музыкант
- Данута Столярская — женщина на похоронах
- Борис Битюков — мужчина на похоронах
- Вадим Вильский — мужчина на похоронах
- Микаэл Таривердиев — камео
- Валентин Железняков

## Съёмочная группа
- Режиссёры: Игорь Таланкин, Дмитрий Таланкин
- Сценаристы: Игорь Таланкин, Дмитрий Таланкин
- Оператор: Денис Евстигнеев
- Композитор: Герман Виноградов
- Художник: Николай Сахаров